# Thecla nannidon
Thecla nannidon är en fjärilsart som beskrevs av Hermann Burmeister 1878. Thecla nannidon ingår i släktet Thecla och familjen juvelvingar. Inga underarter finns listade i Catalogue of Life.